# Meliphaga flavirictus
El mielero sonriente (Meliphaga flavirictus) es una especie de ave paseriforme de la familia Meliphagidae endémica de Nueva Guinea. 

## Distribución y hábitat
Se encuentra únicamente en la isla de Nueva Guinea. Su hábitat natural son los bosques húmedos tropicales de tierras bajas.